# Composto não-estequiométrico

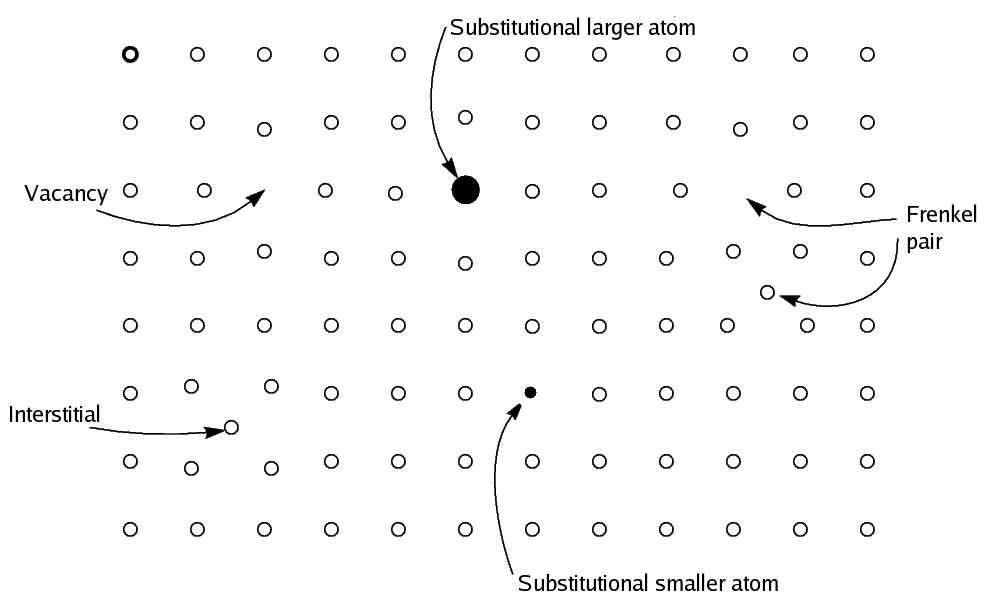
Origem do fenômeno em defeitos cristalográficos. É mostrada uma fatia bidimensional através de um sistema cristalino cúbico primitivo com a matriz quadrada regular de átomos em uma face exposta (círculos abertos, o), e, com esses, locais onde estão faltando átomos em relação a uma estrutura regular — vacâncias — deslocados a uma região adjacente aceitável para criar um par de Frenkel ou substituídos por um átomo menor ou maior geralmente não visto (círculos fechados, •), cada caso resultando em um material mensuravelmente não estequiométrico.

Compostos não-estequiométricos são compostos químicos, quase sempre compostos inorgânicos sólidos, de composição elementar cujas proporções não podem ser representadas por uma razão de pequenos números naturais; na maioria das vezes, em tais materiais, alguma pequena porcentagem de átomos está faltando ou muitos átomos são compactados em relação a uma rede cristalina regular. 
Em oposição às definições anteriores, a compreensão moderna de compostos não estequiométricos os vê como homogêneos, e não como misturas de compostos químicos estequiométricos. Por serem os sólidos, em geral eletricamente neutros, o defeito é compensado por uma mudança na carga de outros átomos no sólido, seja alterando seu estado de oxidação, seja substituindo-os por átomos de diferentes elementos com cargas distintas. Muitos óxidos e sulfetos de metal têm análogos não-estequiométricos; por exemplo, o óxido de ferro estequiométrico (II), que é raro, tem a fórmula FeO, enquanto o material mais comum é não-estequiométrico, com a fórmula Fe0,95O. Os tipos de defeitos de equilíbrio em compostos não-estequiométricos podem variar com a mudança concomitante nas propriedades volumétricas do material. Os compostos não-estequiométricos também exibem propriedades elétricas ou químicas especiais devido aos defeitos; por exemplo, quando os átomos estão faltando, os elétrons podem se mover através do sólido mais rapidamente. Eles têm aplicações em materiais cerâmicos e supercondutores e em projetos de sistemas eletroquímicos (como baterias).

## Ocorrência

### Óxidos de ferro
A não-estequiometria é comum em óxidos de metal, especialmente quando o metal não está em seu estado de oxidação mais alto.:642–644 Por exemplo, embora a wüstita (óxido ferroso) tenha uma fórmula ideal (estequiométrica) FeO, a estequiometria real é mais próxima de Fe0,95O. A não-estequiometria reflete a facilidade de oxidação do Fe2+ em Fe3+ substituindo efetivamente uma pequena porção de Fe2+ por dois terços de sua quantidade em Fe3+. Assim, para cada três íons Fe2+ "ausentes", o cristal contém dois íons Fe3+ para equilibrar a carga. A composição de um composto não-estequiométrico geralmente varia de maneira contínua em uma faixa estreita. Assim, a fórmula para wüstita é escrita como Fe1−xO, onde x é um pequeno número (0,05 no exemplo anterior) que representa o desvio da fórmula "ideal". A não-estequiometria é especialmente importante em polímeros sólidos tridimensionais que podem tolerar erros. Até certo ponto, a entropia leva todos os sólidos a serem não-estequiométricos. Mas para fins práticos, o termo descreve materiais onde a não-estequiometria é mensurável, em geral de pelo menos 1% da composição ideal.

### Sulfetos de ferro

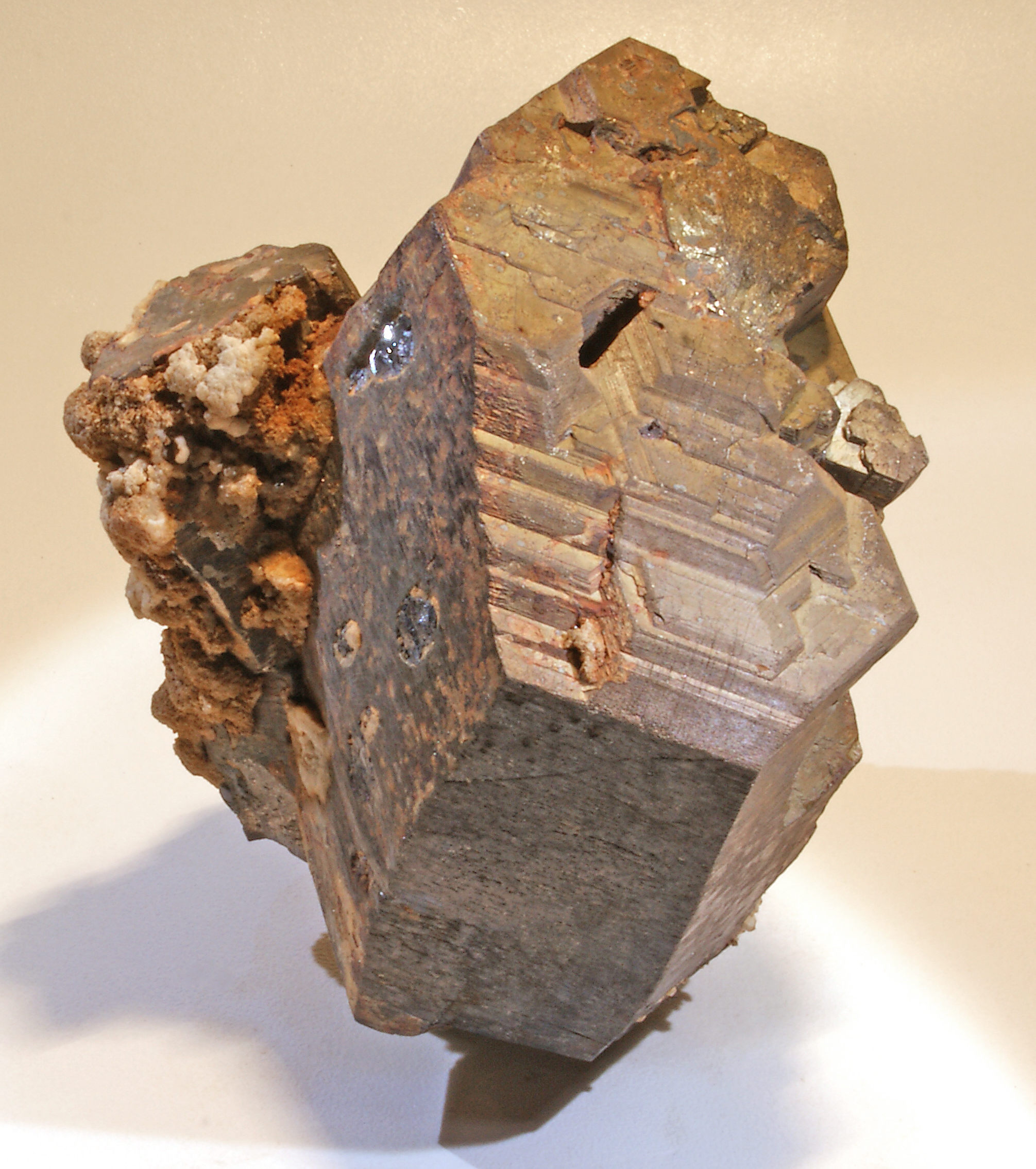
Pirrotita, um exemplo de um composto inorgânico não-estequiométrico, com a fórmula Fe_{1− x}S (x = 0 a 0,2)

Os monossulfetos dos metais de transição são frequentemente não-estequiométricos. O mais conhecido talvez seja o sulfeto de ferro (II) nominal (o mineral pirrotita) com a composição Fe1−xS (x = 0 a 0,2). O raro membro final FeS estequiométrico é conhecido como mineral troilita. A pirrotita é notável por ter vários politipos, ou seja, formas cristalinas que diferem em simetria (monoclínica ou hexagonal) e em composição (Fe7S 8, Fe9S1 e Fe11S12, entre outras). Esses materiais são sempre deficientes em ferro devido aos defeitos de rede, denominados lacunas de ferro. Apesar de tais defeitos, a composição é geralmente expressa como uma proporção de grandes números e a simetria dos cristais é relativamente alta. Isso significa que as vacâncias de ferro não estão espalhadas aleatoriamente pelo cristal, mas formam certas configurações regulares. Elas afetam fortemente as propriedades magnéticas da pirrotita: o magnetismo aumenta com a concentração de vacâncias e é ausente no FeS estequiométrico.

### Hidretos de paládio
O hidreto de paládio é um material não-estequiométrico de composição aproximada PdHx (0,02 < x < 0,58). Esse sólido conduz átomos de hidrogênio em virtude da sua mobilidade dentro do sólido.

### Óxidos de tungstênio
Às vezes, é difícil determinar se um material é não-estequiométrico ou se a fórmula é melhor representada por números grandes. Os óxidos de tungstênio ilustram essa situação. Partindo do trióxido de tungstênio, um composto idealizado, pode-se gerar uma série de materiais relacionados que são ligeiramente deficientes em oxigênio. Essas espécies deficientes em oxigênio podem ser descritas como WO3−x, mas na verdade são espécies estequiométricas com grandes células unitárias com as fórmulas WnO3n−2, onde n = 20, 24, 25 ou 40. Assim, a última espécie pode ser descrita com a fórmula estequiométrica W40O118, enquanto a descrição não-estequiométrica WO2,95 implica uma distribuição mais aleatória de vacâncias de oxigênio. 

### Outros casos
Em altas temperaturas (~1000 °C), os sulfetos de titânio apresentam uma série de compostos não-estequiométricos.:679
O polímero de coordenação azul da prússia, representado pela fórmula Fe7(CN)18, e seus análogos são conhecidos por se formarem em proporções não-estequiométricas.:114 As fases não-estequiométricas exibem propriedades úteis devido à sua capacidade de ligar íons césio a íons tálio. 

## Aplicações

### Catálise oxidativa
Muitos compostos úteis são produzidos pelas reações de hidrocarbonetos com oxigênio, uma conversão que é catalisada por óxidos metálicos. O processo ocorre por meio da transferência de oxigênio "reticular" para o substrato do hidrocarboneto, uma etapa que gera temporariamente uma lacuna (ou defeito). Em uma etapa subsequente, o oxigênio ausente é reabastecido por O2. Esses catalisadores dependem da capacidade do óxido de metal de formar fases não-estequiométricas. Uma sequência análoga de eventos descreve outras reações de transferência de átomos, incluindo a hidrogenação e a hidrodessulfurização por catálise heterogênea. Com isso, vale ressaltar o fato de que a estequiometria é determinada pelo interior dos cristais: as suas superfícies muitas vezes não seguem a estequiometria do interior. As estruturas complexas em superfícies são descritas pelo termo "reconstrução superficial".

### Condução de íons
A migração de átomos dentro de um sólido é fortemente influenciada pelos defeitos associados à não-estequiometria. Esses locais de defeitos fornecem caminhos para átomos e íons migrarem através do denso conjunto de átomos que compõem os cristais. Sensores de oxigênio e baterias de estado sólido são duas aplicações que dependem de lacunas de oxigênio. Um exemplo é o sensor baseado em CeO2 em sistemas de exaustão automotivos. Em baixas pressões parciais de O2, o sensor permite a introdução de mais ar para efetuar uma combustão mais completa.

### Supercondutividade
Muitos supercondutores são não-estequiométricos. Por exemplo, óxido de bário, cobre e ítrio, indiscutivelmente o supercondutor a alta temperatura mais notável, é um sólido não-estequiométrico com fórmula YxBa2Cu3O7−x. A temperatura crítica do supercondutor depende do valor exato de x. A espécie estequiométrica tem x = 0, mas esse valor pode ser tão grande quanto 1.

## História
Foi principalmente por meio do trabalho de Nikolai Semenovich Kurnakov e seus alunos que a oposição de Berthollet à lei de Proust demonstrou ter mérito para muitos compostos sólidos. Kurnakov dividiu compostos não-estequiométricos em berthollides e daltonides, a depender se as suas propriedades apresentam ou não comportamento monotônico quanto à composição. O termo berthollide foi aceito pela IUPAC em 1960. Os nomes vêm de Claude Louis Berthollet e John Dalton, respectivamente, que, no século 19, defendiam teorias rivais sobre a composição das substâncias. Embora Dalton estivesse correto na maior parte, foi mais tarde reconhecido que a lei das proporções definidas tinha exceções importantes.